# サウル・アルバレス 対 ジョン・ライダー戦
サウル・アルバレス 対 ジョン・ライダー戦（サウル・アルバレス たい ジョン・ライダーせん、別名THE KING is COMING HOME(王者の凱旋)）は、2023年5月6日、メキシコ・ハリスコ州グアダラハラのエスタディオ・アクロンで開催されたプロボクシングの試合。WBA・WBC・IBF・WBO世界スーパーミドル級統一王者のアルバレスと、WBO世界スーパーミドル級暫定王者のライダーが行う王座統一戦。興行はマッチルーム・スポーツ・USAとカネロ・プロモーションズの合同興行として行われ、試合はDAZNがアメリカ合衆国とカナダでペイ・パー・ビュー放送された(日本とイギリスを含めたその他のDAZN放送国は通常通り放送)。

## 試合までの経緯

### 両者の王座獲得から防衛まで
2018年112月15日、ニューヨークのマディソン・スクエア・ガーデンで、当時ミドル級王者だったアルバレスが階級を上げてWBA世界スーパーミドル級正規王者ロッキー・フィールディングと対戦し、3回2分38秒TKO勝ちを収め、王座を獲得し3階級制覇に成功した。
2019年5月4日、ラスベガスのT-モバイル・アリーナでライダーがWBA世界スーパーミドル級暫定王座決定戦をWBA世界スーパーミドル級4位のビラル・アカウェイと行い、3回2分12秒TKO勝ちを収め王座を獲得した。
2019年11月23日、リヴァプールのM&S・バンク・アリーナでライダーがWBC世界スーパーミドル級ダイヤモンド王者及びWBA世界スーパーミドル級スーパー王者のカラム・スミスと団体内王座統一戦を行い、12回0-3（111-117、2者が112-116）の判定負けを喫しダイヤモンド王座獲得と王座統一に失敗した。しかしライダーが勝っていたとする声が多数挙がる疑惑の判定となった。
2020年12月19日、テキサス州サンアントニオのアラモドームで、アルバレスがWBA世界スーパーミドル級スーパー王者カラム・スミスとWBA王座団体内統一戦並びにWBC世界スーパーミドル級王座決定戦で対戦し、12回3-0(117-111、119-109×2)の判定勝ちを収め、WBAは王座統一による初防衛、空位だったWBC王座の獲得、スミスが保持していたリングマガジン認定王座の獲得にも成功した。
2021年2月27日、フロリダ州マイアミのハードロック・スタジアムで、アルバレスがWBC世界スーパーミドル級1位で指名挑戦者アブニ・イルディリムと対戦し、3回終了TKO勝ちを収めWBA王座は2度目、WBC王座の初防衛に成功した。試合後に5月8日にWBO世界スーパーミドル級王者ビリー・ジョー・ソーンダースとの3団体王座統一戦が発表された。
2021年5月8日、テキサス州のAT&Tスタジアムで、アルバレスがWBO世界スーパーミドル級王者ビリー・ジョー・ソーンダースと3団体王座統一戦を行い、8回終了TKO勝ちを収めWBA王座は3度目、WBC王座の2度目の防衛と、WBO王座の獲得に成功し3団体王座統一を果たした。
2021年11月6日、ラスベガスのMGMグランド・ガーデン・アリーナで、アルバレスがIBF世界スーパーミドル級王者カレブ・プラントと4団体王座統一戦を行い、11回1分5秒TKO勝ちを収め、WBA王座は4度目、WBC王座は3度目、WBO王座の初防衛及びIBF王座を獲得し、史上7人目となる主要4団体統一に成功しスーパーミドル級では初の4団体統一王者になった。
2022年9月17日、T-モバイル・アリーナでアルバレスがWBA・IBF・IBO世界ミドル級統一王者ゲンナジー・ゴロフキンとスーパーミドル級タイトルマッチとして通算で3回目の対戦を行い、12回3-0（116-112、115-113×2）の判定勝ちを納めWBA王座は5度目、WBC王座は4度目、WBO王座は2度目、IBF王座の初防衛に成功した。試合後の会見で、アルバレスは左手首の靭帯損傷を明らかにし長期離脱の可能性があることを表明した。
2022年11月26日、O2アリーナでライダーがWBO世界スーパーミドル級暫定王座決定戦で同級1位のザック・パーカーと対戦し、パーカーが右拳を負傷して棄権したため、ライダーの5回TKO勝ちとなり王座獲得に成功した。

### 対戦決定後の概要から試合まで
2023年3月14日、アルバレスとライダーによる王座統一戦がエスタディオ・アクロンで行われることが、マッチルーム・スポーツ・USAのプロモーターであるエディー・ハーンは出席したプレゼンテーション内で発表された。
2023年5月3日、試合会場となる現地にて最終記者会見が行われた。アルバレスは「今回の試合は私のキャリアの中で間違いなく最高の瞬間の一つになるだろう」とおよそ11年半ぶりとなる母国メキシコでの凱旋防衛戦を心待ちにした。
2023年5月5日、前日計量が行われ、アルバレスが167.5ポンド、ライダーが168ポンドを計測し両者とも一発で計量をパスした。
2023年5月6日、エスタディオ・アクロンで行われたWBA・WBC・IBF・WBO世界スーパーミドル級王座統一戦に於いて、アルバレスが12回3-0（120-107、118-109が2者×2）の判定勝ちを納めWBA王座は6度目、WBC王座は5度目、IBF王座は2度目、WBO王座は王座統一及び3度目の防衛に成功した。

## 対戦カード
^Note 1 WBA・WBC・IBF・WBO世界スーパーミドル級王座統一戦、リングマガジン世界スーパーミドル級タイトルマッチ
^Note 2 WBC世界フライ級タイトルマッチ
^Note 3 WBAインターコンチネンタルスーパーライト級タイトルマッチ

## 採点表
| 王座：WBAスーパー・WBC・IBF・WBO世界スーパーミドル級王座統一戦・リングマガジン世界スーパーミドル級タイトルマッチ | 王座：WBAスーパー・WBC・IBF・WBO世界スーパーミドル級王座統一戦・リングマガジン世界スーパーミドル級タイトルマッチ | 王座：WBAスーパー・WBC・IBF・WBO世界スーパーミドル級王座統一戦・リングマガジン世界スーパーミドル級タイトルマッチ | 王座：WBAスーパー・WBC・IBF・WBO世界スーパーミドル級王座統一戦・リングマガジン世界スーパーミドル級タイトルマッチ | 王座：WBAスーパー・WBC・IBF・WBO世界スーパーミドル級王座統一戦・リングマガジン世界スーパーミドル級タイトルマッチ |                                                      | 主審：マイケル・グリフィン(WBC)                      | 主審：マイケル・グリフィン(WBC)                      | 主審：マイケル・グリフィン(WBC)                      | 主審：マイケル・グリフィン(WBC)                      | 主審：マイケル・グリフィン(WBC)                            |                                                            | 立会人：ヒルベルト・メンドーサ・ジュニア(WBA:パナマ,WBA会長) マウリシオ・スレイマン(WBC:メキシコ,WBC会長) ダーリル・ピープルズ(IBF:アメリカ合衆国,IBF会長) フランシスコ・バルカルセル(WBO:プエルトリコ,WBO会長) | 立会人：ヒルベルト・メンドーサ・ジュニア(WBA:パナマ,WBA会長) マウリシオ・スレイマン(WBC:メキシコ,WBC会長) ダーリル・ピープルズ(IBF:アメリカ合衆国,IBF会長) フランシスコ・バルカルセル(WBO:プエルトリコ,WBO会長) | 立会人：ヒルベルト・メンドーサ・ジュニア(WBA:パナマ,WBA会長) マウリシオ・スレイマン(WBC:メキシコ,WBC会長) ダーリル・ピープルズ(IBF:アメリカ合衆国,IBF会長) フランシスコ・バルカルセル(WBO:プエルトリコ,WBO会長) | 立会人：ヒルベルト・メンドーサ・ジュニア(WBA:パナマ,WBA会長) マウリシオ・スレイマン(WBC:メキシコ,WBC会長) ダーリル・ピープルズ(IBF:アメリカ合衆国,IBF会長) フランシスコ・バルカルセル(WBO:プエルトリコ,WBO会長) | 立会人：ヒルベルト・メンドーサ・ジュニア(WBA:パナマ,WBA会長) マウリシオ・スレイマン(WBC:メキシコ,WBC会長) ダーリル・ピープルズ(IBF:アメリカ合衆国,IBF会長) フランシスコ・バルカルセル(WBO:プエルトリコ,WBO会長) |
| 開催日：2023年5月6日                                                                                             | 開催日：2023年5月6日                                                                                             | 開催日：2023年5月6日                                                                                             | 開催日：2023年5月6日                                                                                             | 開催日：2023年5月6日                                                                                             | 会場：ハリスコ州グアダラハラ・エスタディオ・アクロン | 会場：ハリスコ州グアダラハラ・エスタディオ・アクロン | 会場：ハリスコ州グアダラハラ・エスタディオ・アクロン | 会場：ハリスコ州グアダラハラ・エスタディオ・アクロン | 会場：ハリスコ州グアダラハラ・エスタディオ・アクロン | 主催：マッチルーム・スポーツ・USA カネロ・プロモーションズ | 主催：マッチルーム・スポーツ・USA カネロ・プロモーションズ | 主催：マッチルーム・スポーツ・USA カネロ・プロモーションズ | 主催：マッチルーム・スポーツ・USA カネロ・プロモーションズ | 主催：マッチルーム・スポーツ・USA カネロ・プロモーションズ | | |
| サウル・アルバレス                                                                                               | サウル・アルバレス                                                                                               | 対 | ジョン・ライダー                                                                                                 | ジョン・ライダー                                                                                                 | サウル・アルバレス                                   | サウル・アルバレス                                   | 対                                                   | ジョン・ライダー                                     | ジョン・ライダー                                     | サウル・アルバレス                                         | サウル・アルバレス                                         | 対 | ジョン・ライダー | ジョン・ライダー | | |
| RS | TS | 回 | TS | RS | RS                                                   | TS                                                   | 回                                                   | TS                                                   | RS                                                   | RS                                                         | TS                                                         | 回 | TS | RS | | |
| 10 | | 1 | | 9 |                                                      | 10                                                   |                                                      | 1                                                    |                                                      | 9                                                          |                                                            | 10 | | 1 | | 9 |
| 10 | 20 | 2 | 18 | 9 | 10                                                   | 20                                                   | 2                                                    | 18                                                   | 9                                                    | 10                                                         | 20                                                         | 2 | 18 | 9 | | |
| 10 | 30 | 3 | 27 | 9 | 10                                                   | 30                                                   | 3                                                    | 27                                                   | 9                                                    | 10                                                         | 30                                                         | 3 | 27 | 9 | | |
| 10 | 40 | 4 | 36 | 9 | 10                                                   | 40                                                   | 4                                                    | 36                                                   | 9                                                    | 10                                                         | 40                                                         | 4 | 36 | 9 | | |
| 10 | 50 | 5 | 44 | 8 | 10                                                   | 50                                                   | 5                                                    | 44                                                   | 8                                                    | 10                                                         | 50                                                         | 5 | 44 | 8 | | |
| 10 | 60 | 6 | 53 | 9 | 10                                                   | 60                                                   | 6                                                    | 53                                                   | 9                                                    | 10                                                         | 60                                                         | 6 | 53 | 9 | | |
| 10 | 70 | 7 | 62 | 9 | 10                                                   | 70                                                   | 7                                                    | 62                                                   | 9                                                    | 10                                                         | 70                                                         | 7 | 62 | 9 | | |
| 10 | 80 | 8 | 71 | 9 | 10                                                   | 80                                                   | 8                                                    | 71                                                   | 9                                                    | 10                                                         | 80                                                         | 8 | 71 | 9 | | |
| 10 | 90 | 9 | 80 | 9 | 10                                                   | 90                                                   | 9                                                    | 80                                                   | 9                                                    | 10                                                         | 90                                                         | 9 | 80 | 9 | | |
| 10 | 100 | 10 | 89 | 9 | 9                                                    | 99                                                   | 10                                                   | 90                                                   | 10                                                   | 9                                                          | 99                                                         | 10 | 90 | 10 | | |
| 10 | 110 | 11 | 98 | 9 | 10                                                   | 109                                                  | 11                                                   | 99                                                   | 9                                                    | 9                                                          | 108                                                        | 11 | 100 | 10 | | |
| 10 | 120 | 12 | 107 | 9 | 9                                                    | 118                                                  | 12                                                   | 109                                                  | 10                                                   | 10                                                         | 118                                                        | 12 | 109 | 9 | | |
| 計 | 120 | – | 107 | 計 |                                                      | 計                                                   | 118                                                  | –                                                    | 109                                                  | 計                                                         |                                                            | 計 | 118 | – | 109 | 計 |
| 副審：ジェレミー・ハイズ(WBC)                                                                                    | 副審：ジェレミー・ハイズ(WBC)                                                                                    | 副審：ジェレミー・ハイズ(WBC)                                                                                    | 副審：ジェレミー・ハイズ(WBC)                                                                                    | 副審：ジェレミー・ハイズ(WBC)                                                                                    | 副審：ゲラルド・マルチネス(WBO)                      | 副審：ゲラルド・マルチネス(WBO)                      | 副審：ゲラルド・マルチネス(WBO)                      | 副審：ゲラルド・マルチネス(WBO)                      | 副審：ゲラルド・マルチネス(WBO)                      | 副審：ジョセフ・パスキエ(4団体)                            | 副審：ジョセフ・パスキエ(4団体)                            | 副審：ジョセフ・パスキエ(4団体) | 副審：ジョセフ・パスキエ(4団体) | 副審：ジョセフ・パスキエ(4団体) | | |
| 処分：無し | 処分：無し | 処分：無し | 処分：無し | 処分：無し | 減点：無し                                           | 減点：無し                                           | 減点：無し                                           | 減点：無し                                           | 減点：無し                                           | 結果：アルバレス12回3-0の判定勝ち                          | 結果：アルバレス12回3-0の判定勝ち                          | 結果：アルバレス12回3-0の判定勝ち | 結果：アルバレス12回3-0の判定勝ち | 結果：アルバレス12回3-0の判定勝ち | | |